# GSC7094-796
GSC7094-796 — хімічно пекулярна зоря спектрального класу Si, що має видиму зоряну величину в смузі V приблизно  9,4.